# Saltillo (Indiana)
Saltillo és una població dels Estats Units a l'estat d'Indiana. Segons el cens del 2000 tenia 107 habitants.

## Demografia
Segons el cens del 2000, Saltillo tenia 107 habitants, 47 habitatges, i 33 famílies. La densitat de població era de 35,6 habitants/km².
Dels 47 habitatges en un 25,5% hi vivien nens de menys de 18 anys, en un 66% hi vivien parelles casades, en un 6,4% dones solteres, i en un 27,7% no eren unitats familiars. En el 25,5% dels habitatges hi vivien persones soles el 17% de les quals corresponia a persones de 65 anys o més que vivien soles. El nombre mitjà de persones vivint en cada habitatge era de 2,28 i el nombre mitjà de persones que vivien en cada família era de 2,74.
Per edats la població es repartia de la següent manera: un 19,6% tenia menys de 18 anys, un 6,5% entre 18 i 24, un 28% entre 25 i 44, un 23,4% de 45 a 60 i un 22,4% 65 anys o més.
L'edat mediana era de 40 anys. Per cada 100 dones de 18 o més anys hi havia 87 homes.
La renda mediana per habitatge era de 22.500 $ i la renda mediana per família de 51.250 $. Els homes tenien una renda mediana de 38.125 $ mentre que les dones 21.042 $. La renda per capita de la població era de 16.253 $. Entorn del 9,1% de les famílies i el 12,1% de la població estaven per davall del llindar de pobresa.

## Poblacions més properes
El següent diagrama mostra les poblacions més properes.